# 에즈라 FC
에즈라 FC(라오어: Ezra Center)는 라오스 비엔티안을 연고지로 하는 라오스의 축구단이다. 현재 라오스 축구의 1부 리그인 라오스 프리미어리그에 소속되어 있다.

## 선수 명단

### 역대
- 신재필(2015)